# María Paz Ferrari
María Paz Ferrari (San Fernando, 12 september 1973) is een voormalig hockeyster uit Argentinië. Ze nam eenmaal deel aan de Olympische Spelen (2000) en won bij die gelegenheid de zilveren medaille. Paz speelde als aanvalster en behaalde in 2002 met Las Leonas de wereldtitel bij het WK hockey in Perth.

## Erelijst
- 1991 –  Pan-Amerikaanse Spelen in Havana
- 1994 –  Wereldkampioenschap in Dublin
- 2000 –  Olympische Spelen in Sydney
- 2001 –  Champions Trophy in Amstelveen
- 2002 –  Champions Trophy in Macau
- 2002 –  Wereldkampioenschap in Perth
- 2003 –  Pan-Amerikaanse Spelen in Santo Domingo
- 2004 –  Champions Trophy in Rosario